# Everrain
Everrain ist eine englischsprachige Rockband aus Duisburg und Düsseldorf.

## Geschichte
Gegründet wurde die Band im Juli 2006 von Ferenc Nedecki (Gitarre), Matthias Mihanovic (E-Bass), Daniel Köhler (Gesang) und Denny Cremer (Schlagzeug).
Im Mai 2009 ersetzte Mirko Schims den Schlagzeuger Denny Cremer. Daniel Köhler verließ die Band für ein halbes Jahr und wurde während dieser Zeit von Benny Lysk vertreten.
Im Mai 2012 wurde Eugen Ruzickij als zweiter Gitarrist in die Band aufgenommen.

## Stil
Die Band ist geprägt von dem Sound der US-Rockmusikszene der 1990er Jahre bis heute, so dass die Songs in englischer Sprache verfasst sind und in klassischer Bandbesetzung komponiert und gespielt werden.
In den Sound der Band fließen Elemente aus dem Hard Rock, Punkrock, Alternative Rock und Post-Grunge ein.

## Diskografie
- 2008: Until You Creep (EP, K&M Yoko Home Records)
- 2011: Head under Water (Album, European Music Group)